# Bahnstrecke Zürich–Winterthur
| SBB Re 450 auf der Fahrt nach Wetzikon | |                                                     |                                                     |
| | |                                                     |                                                     |
| Streckennummer (BAV): | 751 (ZH Langstrasse–Wallisellen–Winterthur) 755 (ZH Langstrasse–ZH Viadukt) 756 (Überwerfung Hürlistein) 760 (Zürich Hardbrücke–ZH Oerlikon) 748 (ZH Langstrasse–ZH Oerlikon (DML)) |                                                     |                                                     |
| Fahrplanfeld: | 750 |                                                     |                                                     |
| Streckenlänge: | via Wipkingertunnel: 26,1 km via Käferbergtunnel: 27,8 km via Weinbergtunnel: 28,4 km                                                                                               |                                                     |                                                     |
| Spurweite: | 1435 mm (Normalspur) |                                                     |                                                     |
| Streckenklasse: | D4 |                                                     |                                                     |
| Stromsystem: | 15 kV 16,7 Hz ~ |                                                     |                                                     |
| Maximale Neigung: | Portal Weinbergtunnel–Zürich Oerlikon: 35 ‰ Kemptthal–Effretikon: 15 ‰ |                                                     |                                                     |
| Zugbeeinflussung: | ZUB, Signum, Euro-ZUB, Euro-Signum |                                                     |                                                     |
| | |                                                     |                                                     |
| \| \| \| von Zürich Stadelhofen, Hirschengrabentunnel 2148 m \| \| \| \| \| \| \| \| \| −0,6 0,0 \| Zürich HB \| Zürich HB \| \| \| \| Weinbergtunnel 5.358/5.434 m \| \| \| \| \| nach Zürich-Wiedikon–Thalwil \| \| \| \| \| \| \| \| \| \| Aussersihler Viadukt 834 m \| \| \| \| \| \| \| \| \| \| \| \| \| \| \| \| \| \| \| 1,9 0,2 \| Zürich Hardbrücke \| Zürich Hardbrücke \| \| \| \| nach Zürich-Altstetten–Baden \| \| \| \| \| Hardturmviadukt 1.126 m \| \| \| \| \| von Zürich-Altstetten \| \| \| \| 1,2 \| Hard \| Hard \| \| \| \| Limmat \| \| \| \| 1,7 \| bis 1989: Zürich Letten–Zürich Stadelhofen \| bis 1989: Zürich Letten–Zürich Stadelhofen \| \| \| \| Käferbergtunnel 2.119 m \| \| \| \| 2,3 \| Zürich Wipkingen \| Zürich Wipkingen \| \| \| \| Wipkingertunnel 959 m \| \| \| \| 205,4 \| Weinbergtunnel \| Weinbergtunnel \| \| \| \| \| \| \| \| \| \| \| \| \| \| \| \| \| \| \| Zürich Oerlikon Süd \| \| \| \| 4,7 \| Zürich Oerlikon \| Zürich Oerlikon \| \| \| \| Zürich Oerlikon Nord \| \| \| \| \| nach Effretikon über Kloten/Zürich Flughafen \| \| \| \| 8,4 \| Wallisellen \| Wallisellen \| \| \| \| nach Wetzikon \| \| \| \| \| von Zürich Stadelhofen–Zürich HB \| \| \| \| 11,1 \| Dietlikon \| Dietlikon \| \| \| \| \| \| \| \| \| Überwerfung Hürlistein \| \| \| \| 14,8 \| Hürlistein \| Hürlistein \| \| \| 14,8 \| von Zürich Oerlikon über Kloten/Zürich Flughafen \| von Zürich Oerlikon über Kloten/Zürich Flughafen \| \| \| \| \| \| \| \| \| Brüttener Tunnel (geplant) \| \| \| \| \| A1 Hürlistein 112 m \| \| \| \| 16,8 \| Effretikon \| Effretikon \| \| \| \| nach Wetzikon \| \| \| \| 20,5 \| Kemptthal \| Kemptthal \| \| \| \| A1 Lampergrain 185 m \| \| \| \| \| \| \| \| \| 22,9 \| Tössmühle dreigleisig bis Winterthur \| Tössmühle dreigleisig bis Winterthur \| \| \| \| Töss 61 m \| \| \| \| \| von Bülach \| \| \| \| 25,0 \| Winterthur GB \| Winterthur GB \| \| \| 26,1 \| Winterthur \| Winterthur \| \| \| \| nach Schaffhausen \| \| \| \| \| nach Bauma, St. Gallen, Romanshorn und Etzwilen \| \| | |                                                     |                                                     |
| Strecke (im Tunnel) | | von Zürich Stadelhofen, Hirschengrabentunnel 2148 m | von Zürich Stadelhofen, Hirschengrabentunnel 2148 m |
| Strecke von links (im Tunnel) · Kreuzung mit Tunnelstrecke (im Tunnel) · Strecke quer (im Tunnel) · Strecke von rechts (im Tunnel) | |                                                     |                                                     |
| Strecke (im Tunnel) · Bahnhof (im Tunnel) · Kopfbahnhof Streckenanfang · Bahnhof (im Tunnel) | −0,6 0,0 | Zürich HB                                           | Zürich HB                                           |
| Strecke (im Tunnel) · Tunnelende · Strecke · Tunnelende | | Weinbergtunnel 5.358/5.434 m                        | Weinbergtunnel 5.358/5.434 m                        |
| Strecke (im Tunnel) · Strecke · Abzweig geradeaus und von links · Abzweig nach links und nach rechts | | nach Zürich-Wiedikon–Thalwil                        | nach Zürich-Wiedikon–Thalwil                        |
| Strecke (im Tunnel) · Strecke · Abzweig geradeaus und nach links · Strecke von rechts | |                                                     |                                                     |
| Strecke (im Tunnel) · Strecke · Strecke nach halblinks · Strecke nach halbrechts und Anfang Hochstrecke | | Aussersihler Viadukt 834 m                          | Aussersihler Viadukt 834 m                          |
| Strecke (im Tunnel) · Strecke nach halblinks · Strecke nach halbrechts und von halblinks · Strecke von halbrechts | |                                                     |                                                     |
| Strecke (im Tunnel) · Strecke von halblinks · Strecke von halbrechts · Strecke | |                                                     |                                                     |
| Strecke (im Tunnel) · Strecke · Strecke nach links · Abzweig geradeaus und von rechts | |                                                     |                                                     |
| Strecke (im Tunnel) · Abzweig ehemals geradeaus und nach links · Strecke von rechts · Bahnhof | 1,9 0,2 | Zürich Hardbrücke                                   | Zürich Hardbrücke                                   |
| Strecke (im Tunnel) · Strecke Ende Hochstrecke (außer Betrieb) · Strecke Ende Hochstrecke · Abzweig geradeaus und nach links | | nach Zürich-Altstetten–Baden                        | nach Zürich-Altstetten–Baden                        |
| Strecke (im Tunnel) · Strecke (außer Betrieb) · Strecke · Strecke geradeaus | | Hardturmviadukt 1.126 m                             | Hardturmviadukt 1.126 m                             |
| Strecke (im Tunnel) · Strecke (außer Betrieb) · Strecke · Abzweig geradeaus und von links | | von Zürich-Altstetten                               | von Zürich-Altstetten                               |
| Strecke (im Tunnel) · Strecke (außer Betrieb) · Strecke · Dienststation / Betriebs- oder Güterbahnhof | 1,2 | Hard                                                | Hard                                                |
| Brücke über Wasserlauf (Strecke außer Betrieb) · Brücke über Wasserlauf | | Limmat                                              | Limmat                                              |
| Kreuzung (Querstrecke außer Betrieb) (im Tunnel) · Strecke nach rechts (außer Betrieb) · Strecke · Strecke | 1,7 | bis 1989: Zürich Letten–Zürich Stadelhofen          | bis 1989: Zürich Letten–Zürich Stadelhofen          |
| Strecke (im Tunnel) · Strecke · Tunnelanfang | | Käferbergtunnel 2.119 m                             | Käferbergtunnel 2.119 m                             |
| Strecke (im Tunnel) · Bahnhof · Strecke (im Tunnel) | 2,3 | Zürich Wipkingen                                    | Zürich Wipkingen                                    |
| Strecke (im Tunnel) · Tunnelanfang · Strecke (im Tunnel) | | Wipkingertunnel 959 m                               | Wipkingertunnel 959 m                               |
| Dienststation / Betriebs- oder Güterbahnhof (im Tunnel) · Strecke (im Tunnel) · Strecke (im Tunnel) | 205,4 | Weinbergtunnel                                      | Weinbergtunnel                                      |
| Tunnelende · Tunnelende · Tunnelende | |                                                     |                                                     |
| Verschwenkung nach links · Verschwenkung nach rechts · Verschwenkung nach rechts | |                                                     |                                                     |
| Strecke nach links · Abzweig geradeaus, von links und von rechts · Strecke nach rechts | |                                                     |                                                     |
| Dienststation / Betriebs- oder Güterbahnhof | | Zürich Oerlikon Süd                                 | Zürich Oerlikon Süd                                 |
| Bahnhof | 4,7 | Zürich Oerlikon                                     | Zürich Oerlikon                                     |
| Dienststation / Betriebs- oder Güterbahnhof | | Zürich Oerlikon Nord                                | Zürich Oerlikon Nord                                |
| Abzweig geradeaus und nach links | | nach Effretikon über Kloten/Zürich Flughafen        | nach Effretikon über Kloten/Zürich Flughafen        |
| Bahnhof | 8,4 | Wallisellen                                         | Wallisellen                                         |
| Abzweig geradeaus und nach rechts | | nach Wetzikon                                       | nach Wetzikon                                       |
| Abzweig geradeaus und von rechts | | von Zürich Stadelhofen–Zürich HB                    | von Zürich Stadelhofen–Zürich HB                    |
| Bahnhof | 11,1 | Dietlikon                                           | Dietlikon                                           |
| Verschwenkung von links · Verschwenkung von rechts (Strecke außer Betrieb) | |                                                     |                                                     |
| Strecke von links · Abzweig geradeaus und nach rechts · Strecke (außer Betrieb) | | Überwerfung Hürlistein                              | Überwerfung Hürlistein                              |
| Dienststation / Betriebs- oder Güterbahnhof · Strecke · Strecke (außer Betrieb) | 14,8 | Hürlistein                                          | Hürlistein                                          |
| Abzweig geradeaus und von links · Kreuzung geradeaus oben · Kreuzung geradeaus unten (Strecke geradeaus außer Betrieb) · Abzweig quer und ehemals von links | 14,8 | von Zürich Oerlikon über Kloten/Zürich Flughafen    | von Zürich Oerlikon über Kloten/Zürich Flughafen    |
| Strecke nach links · Abzweig geradeaus und von rechts · Abzweig geradeaus und von links (Strecke außer Betrieb) · Strecke nach rechts (außer Betrieb) | |                                                     |                                                     |
| Strecke · Tunnelanfang (Strecke außer Betrieb) | | Brüttener Tunnel (geplant)                          | Brüttener Tunnel (geplant)                          |
| Strecke (außer Betrieb) (im Tunnel) | | A1 Hürlistein 112 m                                 | A1 Hürlistein 112 m                                 |
| Bahnhof · Strecke (außer Betrieb) (im Tunnel) | 16,8 | Effretikon                                          | Effretikon                                          |
| Abzweig geradeaus und nach rechts · Strecke (außer Betrieb) (im Tunnel) | | nach Wetzikon                                       | nach Wetzikon                                       |
| Bahnhof · Tunnelende (Strecke außer Betrieb) | 20,5 | Kemptthal                                           | Kemptthal                                           |
| | | A1 Lampergrain 185 m                                |                                                     |
| Verschwenkung nach links · Verschwenkung nach rechts (Strecke außer Betrieb) | |                                                     |                                                     |
| Überleitstelle / Spurwechsel | 22,9 | Tössmühle dreigleisig bis Winterthur                | Tössmühle dreigleisig bis Winterthur                |
| Brücke über Wasserlauf | | Töss 61 m                                           | Töss 61 m                                           |
| Abzweig geradeaus und von links | | von Bülach                                          | von Bülach                                          |
| Dienststation / Betriebs- oder Güterbahnhof | 25,0 | Winterthur GB                                       | Winterthur GB                                       |
| Bahnhof | 26,1 | Winterthur                                          | Winterthur                                          |
| Abzweig geradeaus und nach links | | nach Schaffhausen                                   | nach Schaffhausen                                   |
| Strecke | | nach Bauma, St. Gallen, Romanshorn und Etzwilen     | nach Bauma, St. Gallen, Romanshorn und Etzwilen     |

Die Bahnstrecke Zürich–Winterthur (Fahrplanfeld 750) ist die meistbefahrene Eisenbahnstrecke der Schweiz. Sie wurde 1855 eröffnet und führt vom Zürich Hauptbahnhof über mehrere Streckenäste nach Winterthur und ist ein Nadelöhr im Schweizer Schienenverkehr. Praktisch alle Linien des Kernnetzes der S-Bahn Zürich befahren Teile dieser Strecke.
Der Bahnhof Effretikon an dieser Strecke ist der Bahnhof in der Schweiz, der von den meisten Passagieren passiert wird. Täglich fahren hier 102 100 Menschen durch (2023).

## Geschichte
Die Bahnstrecke Zürich–Winterthur ist ein Teil der Verbindung, den die Zürich-Bodenseebahn von Zürich nach Romanshorn plante. Die Schweizerische Nordostbahn als Nachfolgerin der Zürich-Bodenseebahn eröffnete zunächst am 18. Mai 1855 den Abschnitt Winterthur–Romanshorn, bevor am 27. Dezember des gleichen Jahres der Abschnitt von Winterthur nach Oerlikon in Betrieb ging. Mit der Eröffnung des letzten Abschnitts zwischen Oerlikon und Zürich am 26. Juni 1856 wurde die Bahnverbindung an den Bodensee schliesslich komplettiert. Die Strecke war von Beginn an mehrheitlich doppelspurig. Sie führt von Zürich über Wipkingen nach Oerlikon und von dort über Wallisellen, Dietlikon und Effretikon nach Winterthur. 1902 ging die Strecke ins Eigentum der SBB, die am 6. August 1925 die Strecke auf elektrischen Betrieb umstellte.

## Streckenabschnitte

Übersicht der Strecken

Einzig auf dem Abschnitt von Effretikon nach Winterthur gibt es keine Parallelstrecke. Zürich Hauptbahnhof und Oerlikon sind mittels drei Tunnelstrecken verbunden. Zwei davon vom oberirdisch gelegenen «alten» Kopfbahnhof nach Oerlikon. Seit 2014 führt mit der Inbetriebnahme des Weinbergtunnel und dem damit neu gebauten Tunnelbahnhof eine weitere Strecke nach Oerlikon. Von Oerlikon nach Effretikon gibt es drei Verbindungen: über Wallisellen, Kloten und den Flughafen. Die Zürichberglinie, die vom Hauptbahnhof über Stadelhofen nach Effretikon führt, wird von wenigen Ausnahmen abgesehen nur von S-Bahn-Zügen befahren.

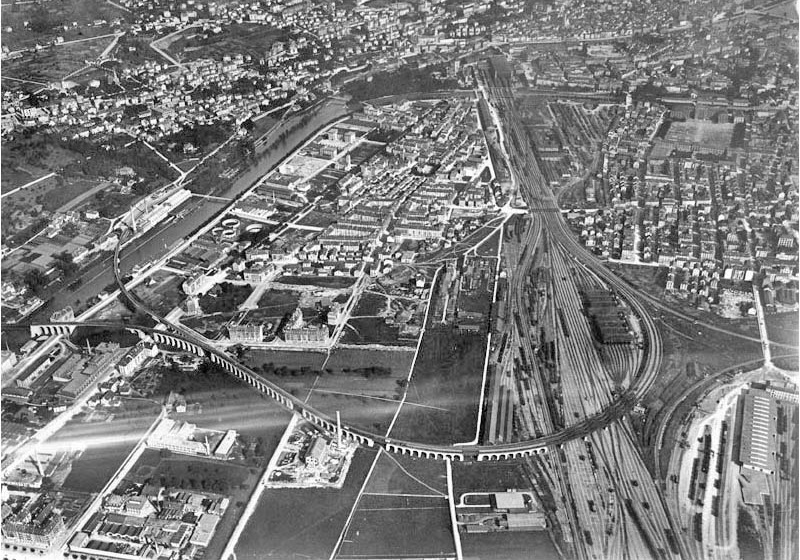
Aufnahme von 1898: Der Aussersihler Viadukt

### Wipkingerlinie (Zürich HB–Wipkingen–Oerlikon)
Dies ist die erste Verbindung zwischen Zürich HB und Oerlikon. Sie wurde am 26. Juni 1856 eröffnet und führte damals noch über eine Rampe zur Limmatbrücke. Diese verlief entlang der heutigen Röntgenstrasse, was deren geschwungenen Verlauf erklärt. Weil diese Rampe für die damaligen Lokomotiven zu steil war, erbaute man die Vorbahnhofsbrücke, die durch ihre geschwungene Streckenführung eine moderatere Steigung erlaubte. Sie war damals mit ihren 834 Metern die längste Eisenbahnbrücke der Schweiz. Ihr schliesst sich, nachdem ein kurzes Stück des alten Dammes erreicht ist, die Brücke über den Sihlquai und die Limmat an. Die beiden Brücken werden zusammen auch als Wipkinger Viadukt bezeichnet. Nach der Brücke folgt der Bahnhof Zürich Wipkingen und anschliessend gleich der Wipkingertunnel unter dem auslaufenden Käferberg, nach welchem die Strecke noch ein Stück weit in einem offenen Einschnitt verläuft, wo sie sich mit der Käferberglinie vereinigt und schliesslich den Bahnhof Zürich Oerlikon in der Glattebene erreicht. Sie war zwar von Anfang an als doppelspurige Strecke geplant, als solche konnte sie aber erst am 30. Mai 1860 ihren Betrieb aufnehmen. Sie ist seit 1925 elektrifiziert, am 6. August jenes Jahres wurde der elektrische Betrieb aufgenommen. Der Abschnitt wird von einem Teil der Fernverkehrszüge und der Linie S 24  befahren.

### Käferberglinie (Zürich HB–Hardbrücke–Oerlikon)
Die Käferberglinie, benannt nach dem Käferbergtunnel, ist die zweite Verbindung zwischen Oerlikon und dem Hauptbahnhof. Sie wurde am 1. Juni 1969 als Direktverbindung zwischen Oerlikon und Altstetten für Güterzüge gebaut. Am 23. Mai 1982 wurde der doppelspurige Hardturmviadukt zum HB mit der Haltestelle Hardbrücke eröffnet. Die Haltestelle besass anfänglich nur die beiden Bahnsteigkanten auf der Rampe zum Hardturmviadukt. Mit dem Bau der S-Bahn-Strecke zwischen HB und Altstetten wurden zwei weitere Bahnsteige angebaut. Seit Inbetriebnahme der S-Bahn Zürich 1990 halten am Bahnhof Zürich Hardbrücke auch die S-Bahn-Züge ins Limmattal. Die Käferberglinie wird von den Zügen der S 3 , S 6 , S 7 , S 9 , S 15 und S 16  befahren.

### Oerlikon–Wallisellen–Effretikon
Der Abschnitt Oerlikon–Effretikon ist die Fortsetzung der Wipkingerlinie und wurde am 27. Dezember 1855 von der Schweizerischen Nordostbahn eröffnet. Sie führt von Oerlikon geradlinig ostwärts am Nordrand der Glattebene über Wallisellen, wo sie am Altbach entlang aufsteigt und Brüttisellen umrundet. Ausläufer des Wangnerwaldes werden, wiederum ostwärts gerichtet, durchschnitten und Effretikon erreicht. Bis zur Eröffnung der Flughafenlinie trug dieser Abschnitt die Hauptlast des Fernverkehrs. Sie ist seit Beginn als doppelspurige Strecke geplant worden, wobei das zweite Gleis erst später offiziell in Betrieb ging: Zürich–Wallisellen am 30. Mai 1860, Wallisellen–Effretikon im Jahr 1861. Am 6. August 1925 konnte der elektrische Betrieb aufgenommen werden. In Wallisellen zweigt die Glatthalbahnstrecke (Fahrplanfeld 740) nach Dübendorf–Uster–Rapperswil SG ab, in Dietlikon mündet die Zürichberglinie ein. Der Abschnitt wird von den Linien S 8 , S 19  und S 14  (bis Wallisellen) befahren.

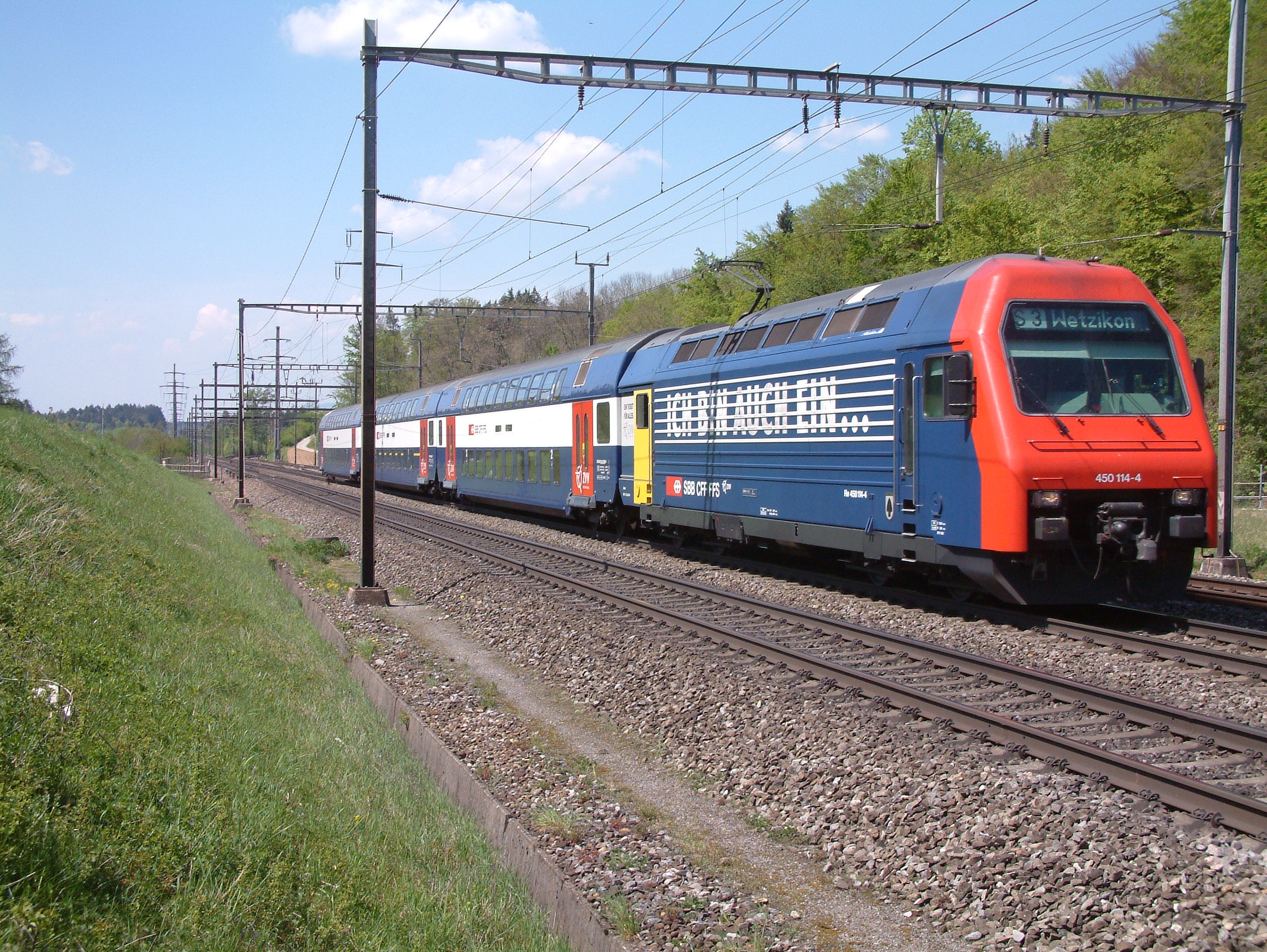
S3 nach Dietlikon, bei der Dienststation Hürlistein

### Effretikon–Winterthur
Der Abschnitt Effretikon–Winterthur ist die Fortsetzung der Strecke von Zürich über Oerlikon, Wallisellen, Dietlikon, Effretikon und wurde 1855 von der Schweizerischen Nordostbahn eröffnet.
Der Bahnhof Effretikon liegt auf einer Terrasse westlich des Grendelbachs. Die Bahnlinie folgt diesem Gewässer hinab bis zur Kempt, die an der Ostseite ihres Tales bis zur Mündung in die Töss bei Dättnau begleitet wird. Nach Überbrückung der Töss geht es geradlinig zum Bahnhof Winterthur.
1862 wurde die Strecke mit einer zweiten Spur ergänzt. 1877 baute die konkurrierende Schweizerische Nationalbahn (SNB) ein weiteres Gleis neben der bestehenden Doppelspur für ihre Strecke von Baden Oberstadt über Wettingen–Seebach–Kloten nach Winterthur. Doch schon 1878 erfolgte wegen finanziellen Problemen die Zwangsliquidation der SNB, und die Schweizerische Nordostbahn übernahm diese Gesellschaft. Im Jahre 1880 wurde darauf das dritte Gleis der ehemaligen SNB abgebrochen.
Heute wäre ein drittes Gleis von Nutzen, denn diese Strecke ist ein Nadelöhr der Verbindung von Zürich über Winterthur in die Ostschweiz und gilt als meistbefahrene Bahnstrecke der Schweiz. Um die Streckenkapazität zu erhöhen, gab es schon viele verschiedene Projekte, so eine Erweiterung auf vier Gleise oder den Brüttener Tunnel als Fortsetzung der Flughafenlinie von Bassersdorf nach Winterthur. Diese Bemühungen scheiterten aber bisher immer an der Finanzierung und waren anfangs 2010 auch nicht für die Bahn 2030 geplant. Als Notlösung wurde bisher ein Dreispurausbau der Strecke nach der Autobahnunterführung bei der Tössmühle bis in den Bahnhof Winterthur realisiert. In Winterthur-Töss ist auf dem kantonalen Richtplan eine zukünftig geplante Zughaltestelle verzeichnet. In Winterthur führt die Strecke unter der Storchenbrücke hindurch, die in der Nacht für die Zugpassagiere bemerkbar beleuchtet ist.
| | |                                            |                                            |
| Streckennummer (BAV): | 750 (ZH Oerlikon Nord–ZH Flughafen–Dorfnest) 752 (ZH Oerlikon Nord–Kloten–Hürlistein (Abzw.)) 757 (Kloten–Dorfnest (Überwerfung)) 751 (Hürlistein (Abzw.)–Effretikon) |                                            |                                            |
| Fahrplanfeld: | 750 |                                            |                                            |
| Streckenlänge: | alte Klotenerlinie: 14,3 km Flughafenlinie: 15,6 km |                                            |                                            |
| Spurweite: | 1435 mm (Normalspur) |                                            |                                            |
| Streckenklasse: | D4 |                                            |                                            |
| Stromsystem: | 15 kV 16,7 Hz ~ |                                            |                                            |
| Maximale Neigung: | alte Klotenerlinie: Opfikon–Zürich Oerlikon: 19 ‰ Flughafenlinie: Zürich Flughafen–Zürich Oerlikon: 25 ‰                                                              |                                            |                                            |
| Zugbeeinflussung: | ZUB, Signum, Euro-ZUB, Euro-Signum |                                            |                                            |
| | |                                            |                                            |
| \| \| \| von Zürich HB \| \| \| \| 4,7 \| Zürich Oerlikon \| Zürich Oerlikon \| \| \| \| nach Effretikon über Wallisellen–Dietlikon \| \| \| \| 5,4 \| von Wettingen \| von Wettingen \| \| \| 6,17 \| Opfikon Süd \| Opfikon Süd \| \| \| 6,6 \| nach Bülach \| nach Bülach \| \| \| \| \| \| \| \| \| \| \| \| \| 7,2 \| Opfikon \| Opfikon \| \| \| \| \| \| \| \| \| \| \| \| \| \| \| \| \| \| \| Flughafentunnel \| 1.215 m \| \| \| 8,2 \| Riet eingleisig bis Kloten \| Riet eingleisig bis Kloten \| \| \| 8,8 \| Kloten Balsberg \| Kloten Balsberg \| \| \| 9,6 \| Zürich Flughafen \| Zürich Flughafen \| \| \| \| Hagenholztunnel \| 2.837 m \| \| \| \| \| \| \| \| 10,0 11,3 \| Kloten \| Kloten \| \| \| \| \| \| \| \| 13,4 \| Abzw. Dorfnest \| Abzw. Dorfnest \| \| \| \| alte Streckenführung bis 1980 \| \| \| \| 14,8 \| Bassersdorf \| Bassersdorf \| \| \| \| \| \| \| \| \| Brüttener Tunnel (geplant) \| \| \| \| \| Überwerfung Hürlistein \| \| \| \| 18,3 14,8 \| von Oerlikon über Wallisellen \| von Oerlikon über Wallisellen \| \| \| \| \| \| \| \| 16,8 \| Effretikon \| Effretikon \| \| \| \| nach Winterthur \| \| | |                                            |                                            |
| Strecke | | von Zürich HB                              | von Zürich HB                              |
| Bahnhof | 4,7 | Zürich Oerlikon                            | Zürich Oerlikon                            |
| Abzweig geradeaus und nach rechts | | nach Effretikon über Wallisellen–Dietlikon | nach Effretikon über Wallisellen–Dietlikon |
| Abzweig geradeaus und nach links · Abzweig quer und von links | 5,4 | von Wettingen                              | von Wettingen                              |
| Dienststation / Betriebs- oder Güterbahnhof · Strecke | 6,17 | Opfikon Süd                                | Opfikon Süd                                |
| Abzweig geradeaus und nach links · Kreuzung geradeaus oben | 6,6 | nach Bülach                                | nach Bülach                                |
| Abzweig geradeaus und nach links · Abzweig geradeaus und von rechts | |                                            |                                            |
| Tunnelanfang · Tunnelanfang | |                                            |                                            |
| Strecke (im Tunnel) · Bahnhof (im Tunnel) | 7,2 | Opfikon                                    | Opfikon                                    |
| Tunnelende · Tunnelende | |                                            |                                            |
| Strecke nach halblinks · Strecke nach halbrechts | |                                            |                                            |
| Strecke von halblinks · Strecke von halbrechts | |                                            |                                            |
| Strecke · Tunnelanfang | | Flughafentunnel                            | 1.215 m                                    |
| Dienststation / Betriebs- oder Güterbahnhof · Strecke (im Tunnel) | 8,2 | Riet eingleisig bis Kloten                 | Riet eingleisig bis Kloten                 |
| Haltepunkt / Haltestelle · Strecke (im Tunnel) | 8,8 | Kloten Balsberg                            | Kloten Balsberg                            |
| Strecke · Bahnhof (im Tunnel) | 9,6 | Zürich Flughafen                           | Zürich Flughafen                           |
| Strecke nach halblinks · Strecke nach halbrechts (im Tunnel) | | Hagenholztunnel                            | 2.837 m                                    |
| Strecke von halblinks (im Tunnel) · Strecke von halbrechts | |                                            |                                            |
| Strecke (im Tunnel) · Bahnhof | 10,0 11,3 | Kloten                                     | Kloten                                     |
| Tunnelende · Strecke | |                                            |                                            |
| Abzweig geradeaus und von links · Strecke nach rechts | 13,4 | Abzw. Dorfnest                             | Abzw. Dorfnest                             |
| Abzweig geradeaus und ehemals nach links · Strecke von rechts (außer Betrieb) | | alte Streckenführung bis 1980              | alte Streckenführung bis 1980              |
| Bahnhof · Bahnhof (Strecke außer Betrieb) | 14,8 | Bassersdorf                                | Bassersdorf                                |
| Abzweig geradeaus und ehemals von links · Strecke nach rechts (außer Betrieb) | |                                            |                                            |
| Abzweig geradeaus und ehemals nach links | | Brüttener Tunnel (geplant)                 | Brüttener Tunnel (geplant)                 |
| Kreuzung geradeaus unten · Strecke von rechts | | Überwerfung Hürlistein                     | Überwerfung Hürlistein                     |
| Abzweig geradeaus und von rechts · Strecke | 18,3 14,8 | von Oerlikon über Wallisellen              | von Oerlikon über Wallisellen              |
| Abzweig geradeaus und von links · Strecke nach rechts | |                                            |                                            |
| Bahnhof | 16,8 | Effretikon                                 | Effretikon                                 |
| Strecke | | nach Winterthur                            | nach Winterthur                            |

### Oerlikon–Kloten–Bassersdorf
Die ehemalige SNB-Strecke Bassersdorf–Kloten–Opfikon wurde 1877 eröffnet. Am 6. August 1925 konnte der elektrische Betrieb aufgenommen werden. Anfänglich war die ganze Strecke einspurig. Mit dem Bau der Flughafenlinie wurde der Abschnitt (zwischen Verzweigung Dorfnest und Verzweigung Hürlistein) doppelspurig ausgebaut, auf dem beide Strecken zusammenfallen. Dabei wurde auch der Bahnhof Bassersdorf verlegt. Heute wird die Strecke von der S 7  befahren. Die Strecke wurde im Zusammenhang mit dem Doppelspurausbau 1977–79 bei Opfikon überdeckt und an dieser Stelle die Station Opfikon errichtet.

### Flughafenlinie (Oerlikon–Bassersdorf–Effretikon)
1980 wurde die Flughafenlinie zwischen Oerlikon und Bassersdorf eingeweiht. Sie schliesst den Flughafen Zürich an den Schweizer Schienenverkehr an. Der Flughafenbahnhof liegt unter dem Check-In 3. Sämtliche Fernverkehrszüge zwischen Zürich und Winterthur sowie die Linien S 2 , S 16 (Nur bis Flughafen) und S 24  befahren diese Strecke.
| Bahnhof Stadelhofen, Blick Richtung Zürichbergtunnel |                                                                                |                                                     |                                                     |
| |                                                                                |                                                     |                                                     |
| Streckennummer (BAV): | 710 (ZH Hardbrücke–ZH Langstrasse) 745 (ZH Langstrasse–Dietlikon Süd (S-Bahn)) |                                                     |                                                     |
| Fahrplanfeld: | 750                                                                            |                                                     |                                                     |
| Streckenlänge: | 11,1 km                                                                        |                                                     |                                                     |
| Spurweite: | 1435 mm (Normalspur)                                                           |                                                     |                                                     |
| Streckenklasse: | D4                                                                             |                                                     |                                                     |
| Stromsystem: | 15 kV 16,7 Hz ~                                                                |                                                     |                                                     |
| Maximale Neigung: | Hirschengrabentunnel in Richtung Osten auf Höhe der Rämistrasse: 40 ‰          |                                                     |                                                     |
| Streckengeschwindigkeit: | 120 km/h                                                                       |                                                     |                                                     |
| Zugbeeinflussung: | ZUB, Signum, Euro-ZUB, Euro-Signum                                             |                                                     |                                                     |
| Zweigleisigkeit: | durchgehend                                                                    |                                                     |                                                     |
| |                                                                                |                                                     |                                                     |
| \| \| \| von Baden–Zürich Altstetten und von Zürich Oerlikon \| \| \| \| 1,9 \| Zürich Hardbrücke \| Zürich Hardbrücke \| \| \| 0,9 99,1 \| \| \| \| \| 99,3 \| Vorbahnhoftunnel \| Vorbahnhoftunnel \| \| \| 99,8 \| Zürich HB Gl. 41–44 \| Zürich HB Gl. 41–44 \| \| \| \| Hirschengrabentunnel \| 2.148 m \| \| \| \| von Zürich HB \| \| \| \| 1,7 \| nach Zürich Oerlikon \| nach Zürich Oerlikon \| \| \| 2,9 \| Zürich Letten \| Zürich Letten \| \| \| \| Lettentunnel 2.093 m \| \| \| \| \| \| \| \| \| \| \| \| \| \| 101,6 \| Zürich Stadelhofen \| Zürich Stadelhofen \| \| \| 102,3 \| nach Rapperswil \| nach Rapperswil \| \| \| \| \| \| \| \| \| Zürichbergtunnel \| 4.968 m \| \| \| \| \| \| \| \| \| Stettbachtunnel \| 354 m \| \| \| 106,9 \| Stettbach \| Stettbach \| \| \| \| \| \| \| \| \| Neugutviadukt \| 920 m \| \| \| 108,0 \| Verzweigung Neugut \| Verzweigung Neugut \| \| \| 108,1 \| von Wallisellen nach Rapperswil \| von Wallisellen nach Rapperswil \| \| \| \| Föhrlibucktunnel \| 199 m \| \| \| \| Weidenholzviadukt \| 550 m \| \| \| 109,4 \| von Wallisellen \| von Wallisellen \| \| \| 110,2 \| Dietlikon \| Dietlikon \| \| \| \| nach Effretikon \| \| |                                                                                |                                                     |                                                     |
| Strecke |                                                                                | von Baden–Zürich Altstetten und von Zürich Oerlikon | von Baden–Zürich Altstetten und von Zürich Oerlikon |
| Bahnhof | 1,9                                                                            | Zürich Hardbrücke                                   | Zürich Hardbrücke                                   |
| Kilometer-Wechsel | 0,9 99,1                                                                       |                                                     |                                                     |
| Tunnelanfang | 99,3                                                                           | Vorbahnhoftunnel                                    | Vorbahnhoftunnel                                    |
| Bahnhof (im Tunnel) | 99,8                                                                           | Zürich HB Gl. 41–44                                 | Zürich HB Gl. 41–44                                 |
| Strecke (im Tunnel) |                                                                                | Hirschengrabentunnel                                | 2.148 m                                             |
| Strecke (im Tunnel) · Strecke |                                                                                | von Zürich HB                                       | von Zürich HB                                       |
| Strecke (im Tunnel) · Abzweig ehemals geradeaus und nach links | 1,7                                                                            | nach Zürich Oerlikon                                | nach Zürich Oerlikon                                |
| Strecke (im Tunnel) · Bahnhof (Strecke außer Betrieb) | 2,9                                                                            | Zürich Letten                                       | Zürich Letten                                       |
| Strecke (im Tunnel) · Tunnelanfang (Strecke außer Betrieb) |                                                                                | Lettentunnel 2.093 m                                | Lettentunnel 2.093 m                                |
| Abzweig geradeaus und ehemals von links (im Tunnel) · Strecke nach rechts (außer Betrieb) (im Tunnel) |                                                                                |                                                     |                                                     |
| Tunnelende |                                                                                |                                                     |                                                     |
| Bahnhof | 101,6                                                                          | Zürich Stadelhofen                                  | Zürich Stadelhofen                                  |
| Abzweig geradeaus und nach rechts | 102,3                                                                          | nach Rapperswil                                     | nach Rapperswil                                     |
| Tunnelanfang |                                                                                |                                                     |                                                     |
| Strecke (im Tunnel) |                                                                                | Zürichbergtunnel                                    | 4.968 m                                             |
| Tunnelende |                                                                                |                                                     |                                                     |
| Tunnelanfang |                                                                                | Stettbachtunnel                                     | 354 m                                               |
| Bahnhof (im Tunnel) | 106,9                                                                          | Stettbach                                           | Stettbach                                           |
| Tunnelende |                                                                                |                                                     |                                                     |
| Brücke |                                                                                | Neugutviadukt                                       | 920 m                                               |
| Strecke von links · Abzweig geradeaus und nach rechts | 108,0                                                                          | Verzweigung Neugut                                  | Verzweigung Neugut                                  |
| Abzweig quer und nach rechts · Kreuzung geradeaus oben | 108,1                                                                          | von Wallisellen nach Rapperswil                     | von Wallisellen nach Rapperswil                     |
| Tunnel |                                                                                | Föhrlibucktunnel                                    | 199 m                                               |
| Brücke |                                                                                | Weidenholzviadukt                                   | 550 m                                               |
| Abzweig geradeaus und von links | 109,4                                                                          | von Wallisellen                                     | von Wallisellen                                     |
| Bahnhof | 110,2                                                                          | Dietlikon                                           | Dietlikon                                           |
| Strecke |                                                                                | nach Effretikon                                     | nach Effretikon                                     |

### Zürichberglinie (Zürich HB–Stadelhofen–Dietlikon/Dübendorf)
Hierbei handelt es sich um das eigentliche Kernstück der S-Bahn Zürich, denn das gesamte S-Bahn Konzept wäre ohne diese Neubaustrecke zusammen mit dem 4968 Meter langen Zürichbergtunnel und dem 2148 Meter langen Hirschengrabentunnel nicht realisierbar gewesen. Zusammen mit der S-Bahn wurde die Zürichberglinie zwischen Zürich HB und Dietlikon/Dübendorf am 27. Mai 1990 für den fahrplanmässigen Verkehr eröffnet. Die Strecke ist durchgehend doppelspurig und mit 15 000 Volt 16 2/3 Hertz elektrifiziert. Die Verzweigung Neugut, wo die Strecke mit der Glatthalbahnstrecke verbunden ist, ist mit zwei einspurigen Brücken so ausgeführt, dass die Züge ohne Querung des Gegengleises abzweigen können. Die Zürichbergstrecke wird von den Linien S 3 , S 5 , S 9 , S 11, S 12 und S 15  befahren.

## Unfälle
Am 8. Januar 1885 fuhr ein Zug Winterthur–Zürich der Nordostbahn nach dem Überfahren eines geschlossenen Signals auf einen aus Wettingen kommenden Zug auf. Der Zug aus Wettingen wurde von der Station Seebach rückwärts über die auf offener Strecke liegende Abzweigung geschoben, um nachher vorwärts in Richtung Zürich weiterzufahren. Der Unfall forderte sieben Verletzte und grossen Sachschaden.
Am 17. Dezember 1932 stiess bei Nebel ein Personenzug beim Bahnhof Zürich Oerlikon wegen Fehlern des Stellwerksbeamten auf eine stehende Dampflokomotive. Fünf Menschen starben, 16 wurden schwer verletzt.
Am 8. August 1992 stiessen beim Bahnhof Zürich Oerlikon ein nach Rafz fahrender S-Bahn-Zug und ein aus Romanshorn kommender Schnellzug seitlich zusammen. Ein junger Mann kam ums Leben, neun Personen wurden zum Teil schwer verletzt. Die S-Bahn hatte ein Signal überfahren, dass nicht mit der Zugsicherung Integra-Signum ausgerüstet war. Nach dem Unfall entschieden sich die SBB zur Einführung der Zugsicherung ZUB.
Am 24. Oktober 2003 fuhren in Zürich Oerlikon zwei Schnellzüge in einer Flankenfahrt seitlich ineinander. Eine tschechische Touristin starb, über 60 Personen wurden zum grossen Teil leicht verletzt. Ein von Zürich nach Konstanz fahrender Regio-Express hatte in Zürich Oerlikon nicht anhalten können und prallte seitlich in einen aus Schaffhausen kommenden Schnellzug. Die Bremshähne zwischen dem ersten und zweiten Wagen waren fälschlicherweise geschlossen und damit der grösste Teil des Zuges ungebremst.

## Ausbau
Zur Entlastung des Eisenbahnknotens Zürich wurde die Durchmesserlinie Altstetten–Zürich HB–Oerlikon von 2007 bis 2015 gebaut. Sie bildet mit dem Weinbergtunnel eine dritte Verbindung zwischen dem Hauptbahnhof und Zürich Oerlikon. Die Züge auf dieser Strecke halten im Hauptbahnhof im neuen unterirdischen Bahnhof Löwenstrasse, der im Gegensatz zum oberirdischen Kopfbahnhof als Durchgangsbahnhof ausgelegt ist. Der Bahnhof Löwenstrasse und der Weinbergtunnel wurden Mitte 2014 für den S-Bahn-Verkehr in Betrieb genommen. Die Brücken zwischen Zürich HB und Zürich Altstetten Vorbahnhof wurden Ende 2015 in Betrieb genommen.
Für das Nadelöhr zwischen Effretikon und Winterthur bestehen Pläne zum Bau eines Tunnels. Der Brüttener Tunnel soll von Bassersdorf nach Winterthur führen. Aufgrund der langen Realisierungszeit und der hohen Kosten wurde ein Ausbau der bestehenden Strecke auf durchgehend mindestens vier Geleise geprüft. Eine entsprechende Volksinitiative des Verkehrs-Clubs der Schweiz (VCS), Zürich, lehnten die Stimmberechtigten des Kantons Zürich am 26. September 2010 mit 70 % Nein-Stimmen ab.
Am Bahnhof Zürich-Stadelhofen soll von 2027 bis 2037 ein viertes Gleis gebaut werden.

## Betrieb

### S-Bahn
Die Strecke wird von 12 S-Bahn-Linien und drei Nacht-S-Bahn-Linien ganz oder teilweise befahren.
- S 2 Zürich Flughafen – Zürich HB – Pfäffikon SZ – Ziegelbrücke  (  Hält zwischen Pfäffikon SZ und Zürich Enge nur in Richterswil, Wädenswil, Horgen und Thalwil; ohne Halt zwischen Siebnen-Wangen und Ziegelbrücke.)
- S 3 (Bülach –) Hardbrücke – Zürich HB – Stadelhofen – Effretikon – Wetzikon
- S 5 Zug – Affoltern a. A. – Zürich HB – Uster – Pfäffikon SZ  (  Hält zwischen Stadelhofen und Wetzikon nur in Uster; ohne Halt zwischen Pfäffikon SZ und Rapperswil.)
- S 6 Baden – Regensdorf-Watt – Zürich HB – Uetikon
- S 7 Winterthur – Kloten – Zürich HB – Stadelhofen – Meilen – Rapperswil  (  Verkehrt zwischen Stadelhofen und Meilen ohne Halt.)
- S 8 Winterthur – Wallisellen – Zürich HB – Thalwil – Pfäffikon SZ  ( )
- S 9 Schaffhausen – Jestetten – Rafz – Zürich HB – Stettbach – Uster  (  Verkehrt zwischen Rafz und Schaffhausen im Stundentakt.)
- S 11 Aarau – Lenzburg – Dietikon – Zürich HB – Stettbach – Winterthur – Seuzach/Sennhof-Kyburg (– Wila)  (  Verkehrt zwischen Stettbach und Winterthur ohne Halt und zwischen Dietikon und Aarau im Stundentakt, in Hauptverkehrszeiten alle 30 Minuten.)
- S 12 Brugg – Altstetten – Zürich HB – Stadelhofen – Winterthur – Schaffhausen/Wil  (  Verkehrt zwischen Stettbach und Winterthur ohne Halt.)
- S 14 Affoltern a. A. – Altstetten – Zürich HB – Oerlikon – Wallisellen – Hinwil
- S 15 Rapperswil – Uster – Zürich HB – Oberglatt – Niederweningen  (  Hält zwischen Stadelhofen und Wetzikon nur in Uster.)
- S 16 Zürich Flughafen – Zürich HB – Herrliberg-Feldmeilen (– Meilen)  (  abends bis Meilen verlängert)
- S 19 (Koblenz – Baden –) Dietikon – Zürich HB – Wallisellen – Effretikon (– Pfäffikon ZH)  (  Verkehrt nur Werktags. Koblenz - Dietikon und Effretikon - Pfäffikon ZH nur in Hauptverkehrszeiten)
- S 21 (Regensdorf-Watt – Oerlikon – Zürich HB)  (  Verkehrt nur in Hauptverkehrszeiten. Halt Zürich Affoltern nur in Lastrichtung.)
- S 24 Thayngen – Schaffhausen/Weinfelden – Winterthur – Zürich Flughafen – Zürich HB – Thalwil – Horgen Oberdorf – Zug
- SN1 Zürich HB – Stadelhofen – Dietlikon – Effretikon – Winterthur (ZVV-Nachtnetz)
- SN5 Bülach – Oerlikon – Zürich HB – Stadelhofen – Dübendorf – Uster – Rüti – Rapperswil (ZVV-Nachtnetz)
- SN6 Würenlos – Regensdorf-Watt – Oerlikon – Zürich HB – Stadelhofen – Dietlikon – Effretikon – Winterthur (ZVV-Nachtnetz)
- SN7 Stäfa – Meilen – Stadelhofen – Zürich HB – Oerlikon – Kloten – Bassersdorf (ZVV-Nachtnetz)

Zu den Hauptverkehrszeiten verkehren zudem etliche Zusatzzüge.

### Fernverkehr
Neben den S-Bahn-Zügen wird die Strecke von sämtlichen Fernverkehrszügen in die Ostschweiz befahren.
Täglich verkehrende Fernverkehrszüge:
- 1 Genève-Aéroport – Bern – Zürich HB – St. Gallen
- 5 Lausanne – Biel/Bienne – Zürich HB ( – St. Gallen/Rorschach)
- 8 Brig – Bern – Zürich HB – Romanshorn
- 36 Basel SBB – Brugg AG – Zürich HB (– Zürich Flughafen)
- 37 Basel SBB – Aarau – Zürich HB
- 70 Luzern – Zürich HB
- 75 Luzern – Zürich HB – Konstanz
- Zürich HB – St. Gallen – Memmingen – München

### Übriger Verkehr
Die Strecke wird von einigen Güterzügen von der und in die Ostschweiz befahren.